# 善竹大二郎
善竹 大二郎 （ぜんちく だいじろう、1981年6月22日-　）は、狂言方大蔵流能楽師。本名は茂山 大二郎（しげやま だいじろう）。
父は善竹十郎。兄は善竹富太郎。
祖父・善竹圭五郎および父に師事。2020年に早世した兄の遺志を継ぎ『狂言男師』の指導など狂言以外にも様々な活動をしている。
善之会主宰。善竹狂言事務所代表理事。能楽協会会員。駒澤大学外部講師。

## 来歴
善竹十郎の次男として東京に生まれる。
1986年、5歳で『靱猿』にて初舞台。
2004年、駒澤大学文学部国文学科卒業。同級生に大藏教義がいる。
2004年、くらしき作陽大学非常勤講師を務める。
2014年、明治神宮にて狂言『鬼瓦』を披露。
2019年、「第一回狂言やんや座」を主宰。
2021年、テレビ東京系『東京交差点』に出演。亡き兄への思いや、今後の活動への抱負を語った。
2021年、父の十郎から善竹狂言事務所の代表を譲られ、代表理事に就任。以降は東京善竹家の当主としての機会が増える。その他にも父の十郎と共に全国幼稚園、保育園、小学校、中学校、高等学校、特別支援学校、大学を周り狂言の特別講演を行い狂言の普及に尽力する。

## 主な活動
『狂言男師』など芸能人とコラボした狂言など新たな狂言の企画に熱心な一方で、父の十郎と共に全国の幼稚園、保育園、小学校、中学校、高校、大学などを周り狂言の特別講演を行い一般の人への狂言の普及を推進する活動をしている。
「立合狂言会」への参加など和泉流の野村万蔵家など他の流派の能楽師との共演もしており、流派や一門の壁を超えた活動にも熱心である。

### 略歴
- 2016年、	芸道30周年記念として初の自主公演「善之会」を主催（2022年現在も継続中）。
- 2016年、非営利団体Noh societyの依頼により、ニューヨーク狂言ワークショップを勤める。

- 2016年、奈良春日大社式年造替にて狂言『猿聟』を奉納。

- 2017年、調布文化コミュニティ振興財団の依頼により、大蔵流狂言『附子・菌』を企画出演。

- 2017年、東京都主催「ものづくり匠の技の祭典2017」にて、初日大トリの狂言『福の神』を企画・出演。

- 2017年、非営利団体Noh societyの依頼により、ケンタッキーとニューヨークで狂言ワークショップを勤める。

- 2017年	東京都主催「ものづくり匠の技の祭典2018」にて、初日大トリの狂言『岡太夫』を企画・出演。

- 2018年	金春流櫻間会能楽団の一員として、デンマークハムレット祭にて新作能『オフィーリア』墓堀り役として出演。

- 2018年、明治神宮薪能にて、狂言『髭櫓』後見、能『小鍛冶』間狂言を勤める。

- 2018年、大田原せせらぎの舞薪能の依頼により、狂言語り『那須』、装束付仕舞『屋島』を企画。

- 2019年、父の弟子である野島伸仁、川野誠一と共に第1回「狂言やんや座」を主催。

- 2019年、NHK Eテレ『古典芸能への招待』にて、狂言『附子』の後見と副音声解説を勤める。

- 2019年6月、母校の駒澤大学にて公開講座『狂言への招待～善竹のうんちく～』全4回を勤める。

## 家族・親族
- 曾祖父：初世善竹彌五郎（1883年-1965年）。狂言方能楽師としては初めての人間国宝となった。
- 祖父：善竹圭五郎（1918年-1997年）。
- 父：善竹十郎（1944年-）。
- 母：一般人、2024年死去。
- 兄：善竹富太郎（1979年-2020年）。狂言以外にも様々な活動し、将来を遠望されていたが40歳の若さで早世した。活動の大半は大二郎が受け継いだ。